# Sirča
Sirča (Servisch cyrillisch Сирча) is een plaats in de Servische gemeente Kraljevo. De plaats telt 1347 inwoners (2002).